# Kuratienkirche Partenen

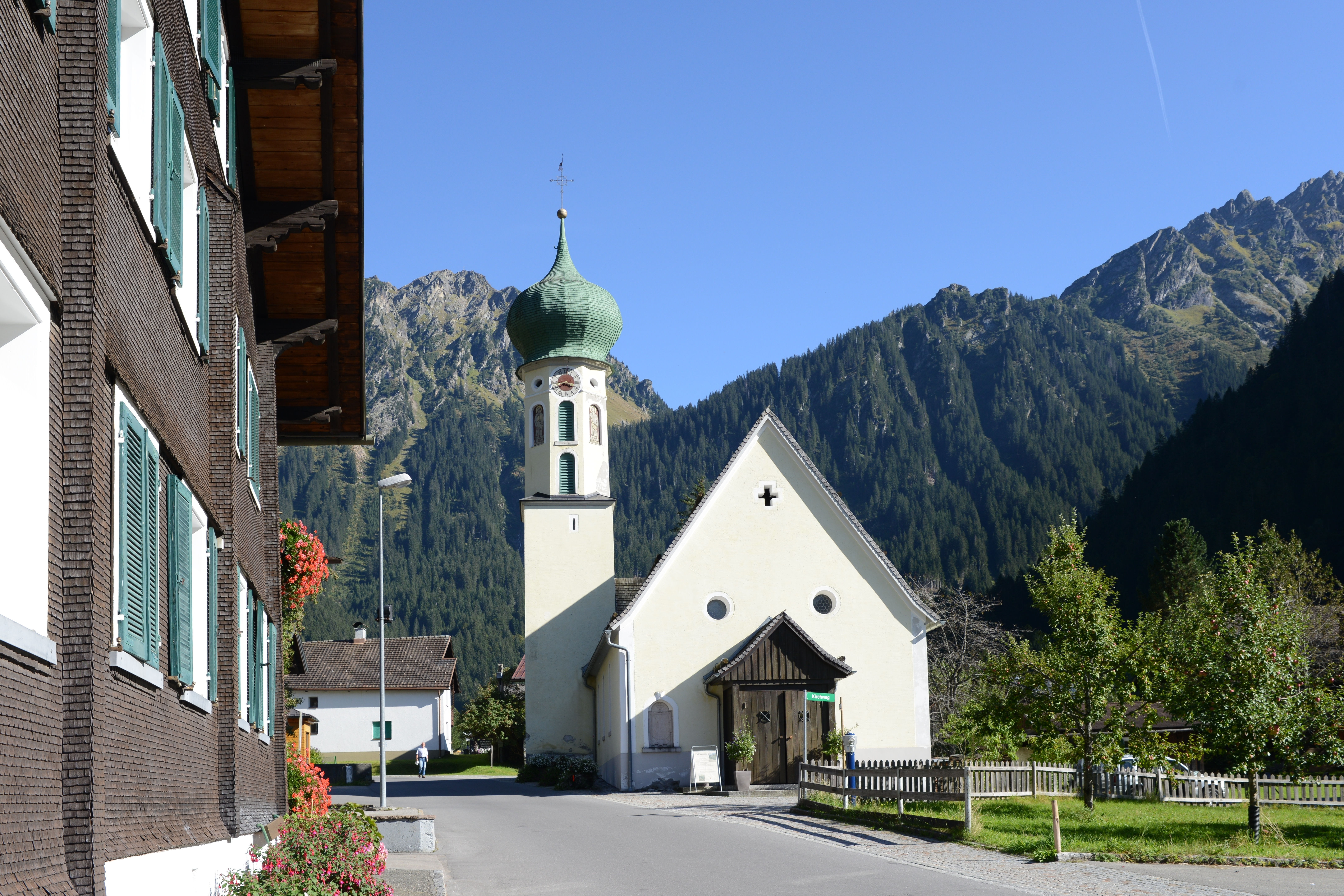
Kuratienkirche Partenen (2013)

Die Kuratienkirche hl. Martin in Partenen ist eine römisch-katholische Filialkirche der Pfarrkirche hl. Michael in der Gemeinde Gaschurn in Vorarlberg. Sie ist dem Hl. Martin geweiht und steht unter Denkmalschutz (Listeneintrag).
Der barocke Kirchenbau wurde 1728 errichtet und 1789 zur Expositur erhoben. 1800 brannte die Kirche ab. Sie wurde im selben Jahr wiederhergestellt. 1868 wurde sie erweitert. 1972 fand eine Innenrestaurierung statt.
Das Langhaus und der Chor mit einem Dreiachtelschluss haben ein gemeinsames Satteldach. Der Nordturm mit einer achteckigen Glockenstube hat eine Zwiebelhaube. Die Glockenstube hat im Osten und Westen übereinander rundbogige Schallfenster und darüber Uhrenblätter, der Norden und Süden ist ohne Öffnung, versetzt dazwischen sind in Rundbogennischen Sgraffiti der vier Evangelisten und darüber ovale Öffnungen. Die Giebelfront hat zwei Rundfenster und eine Öffnung in Form eines Kreuzes und ein geschlossenes Vorzeichen aus Holz vor dem Portal. Die Sakristei ist im Süden am Chor angebaut.
Auch das Kircheninnere ist ohne besondere Gliederung der Wände. Der leicht eingezogene Chor und das Langhaus sind mit einem Tonnengewölbe mit kurzen Stichkappen überwölbt. Der Chorbogen hat eine Stuckkartusche und die Flachbogenfenster haben einen Stuckrahmen. Die tiefe Empore im Westen ist aus Holz. Die Fresken malte 1926 Anton Marte, im Chor die Aussendung Christi zur Welterlösung nach Führich, im Langhaus Maria mit Kind und die 14 Nothelfer.
Der Hochaltar mit Rokokodekor aus dem Baujahr 1728 hat einen Aufbau mit vier Säulen und zeigt in der Mitte ein Kruzifix von Christian Moosbrugger, am Gebälk zwei Engel von Josef Klemens Witwer um 1790. Den Tabernakel mit dem Relief Lamm Gottes, das Antependium mit Kelch und Brot, Arche Noahs sind von Gustav Bachmann. Die Seitenaltäre entstanden um 1800. Der linke Seitenaltar trägt eine Figur Hl. Martin mit dem Bettler und einen Tabernakel mit Kruzifix, beide um 1800. Der rechte Altar trägt eine Figur Madonna aus dem 20. Jahrhundert. Die Kanzel aus 1800 zeigt am Korb ein Relief Bergpredigt und auf dem Schalldeckel einen Putto mit den Gesetzestafeln. Es gibt ein barockes Altärchen aus 1728 mit einem Bild Don Boscos kopiert von Bachmann nach A. Envino. Im Chor sind Figuren, links hl. Paulus, rechts hl. Petrus, um 1800. Die Kreuzwegstationen sind aus dem 19. Jahrhundert.

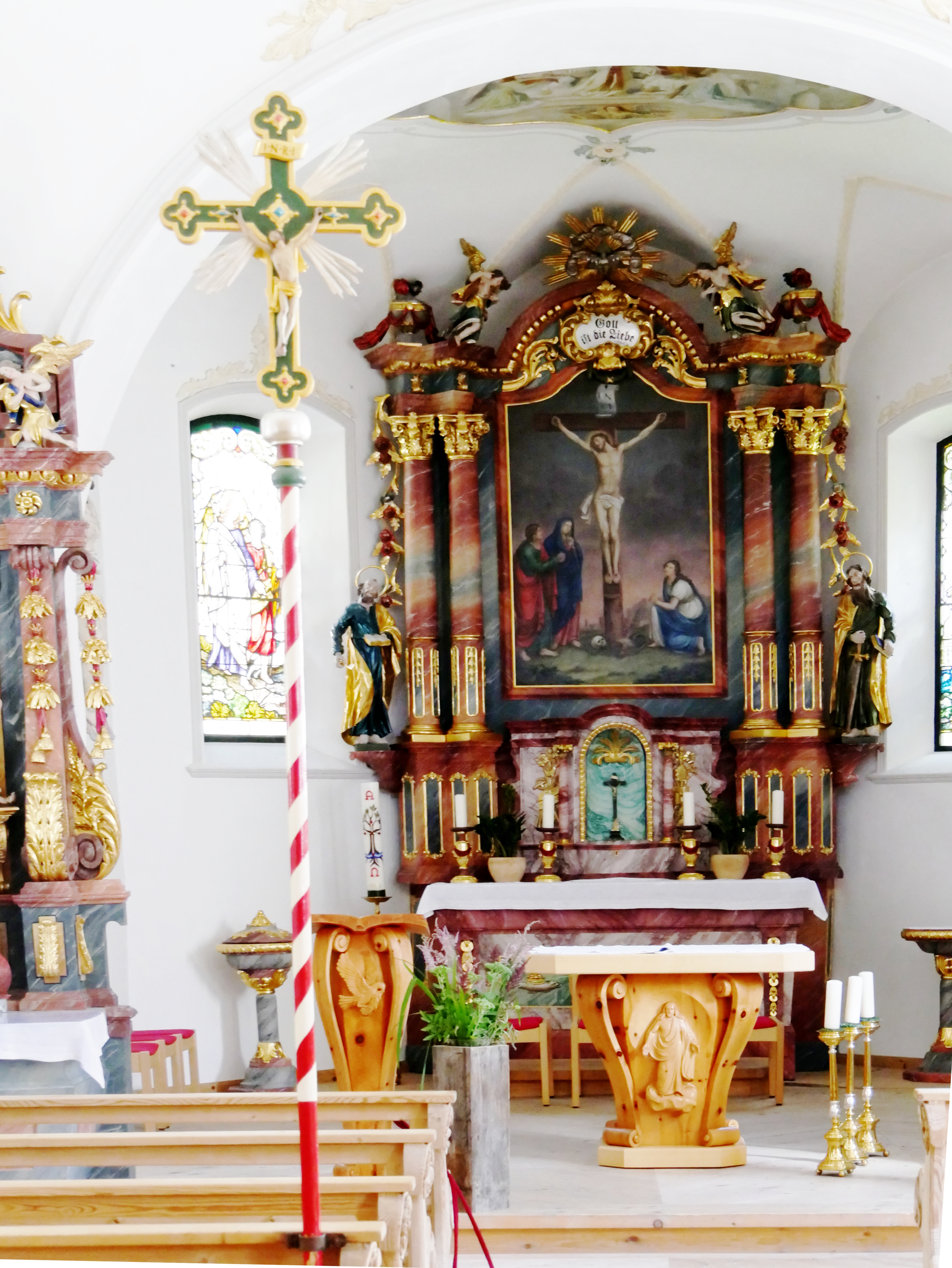
Hochaltar
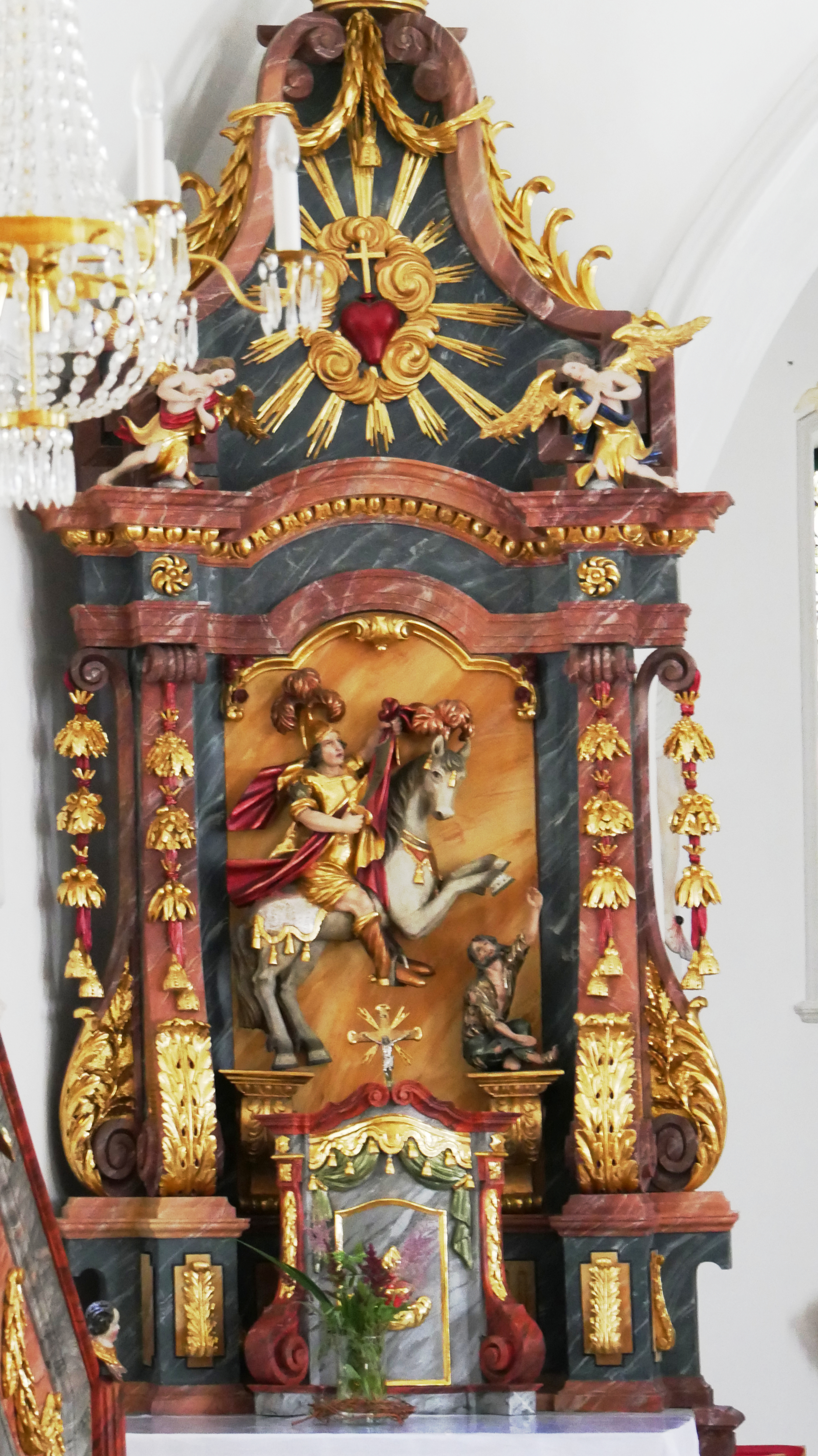
Martinsaltar
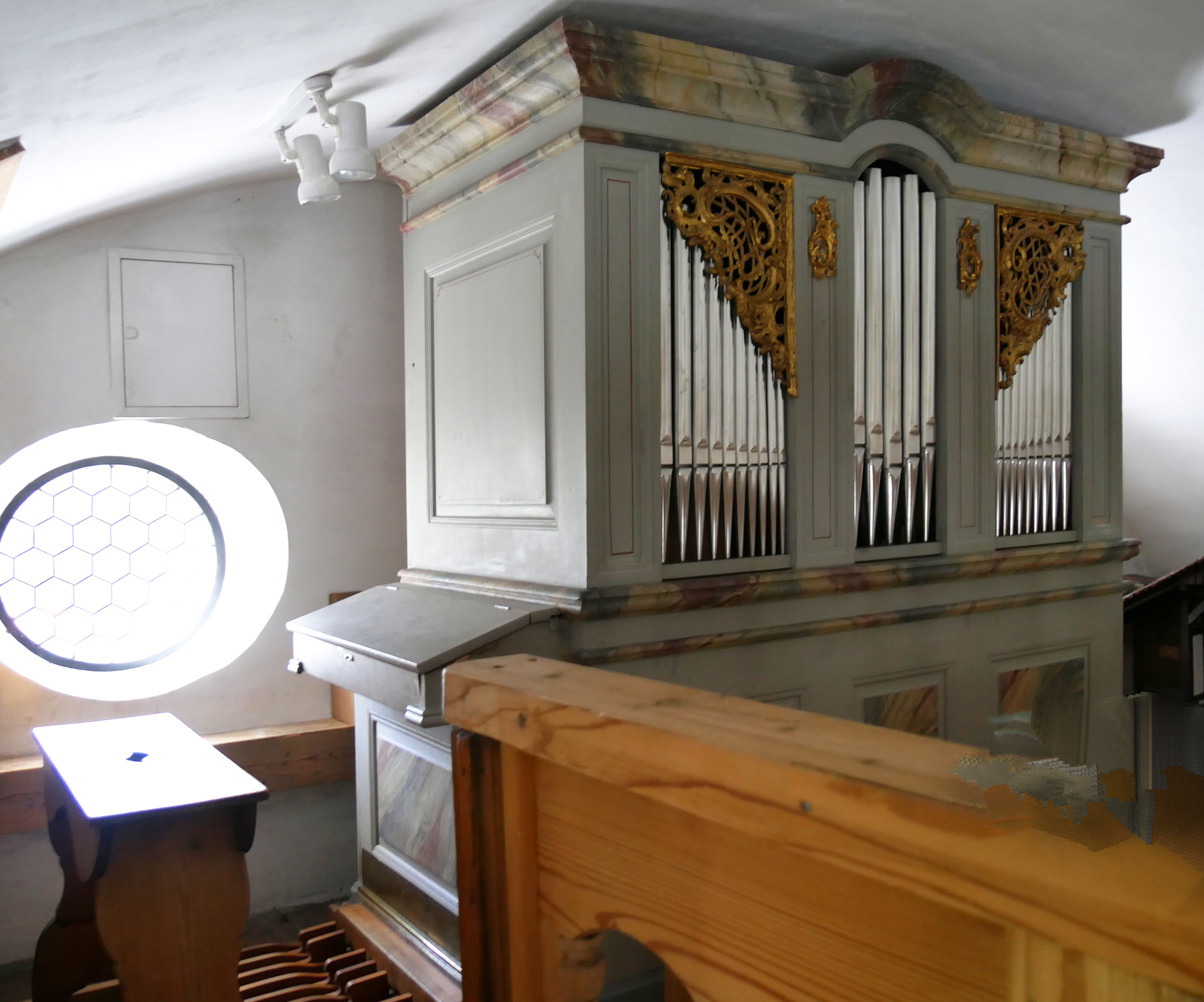
Orgel
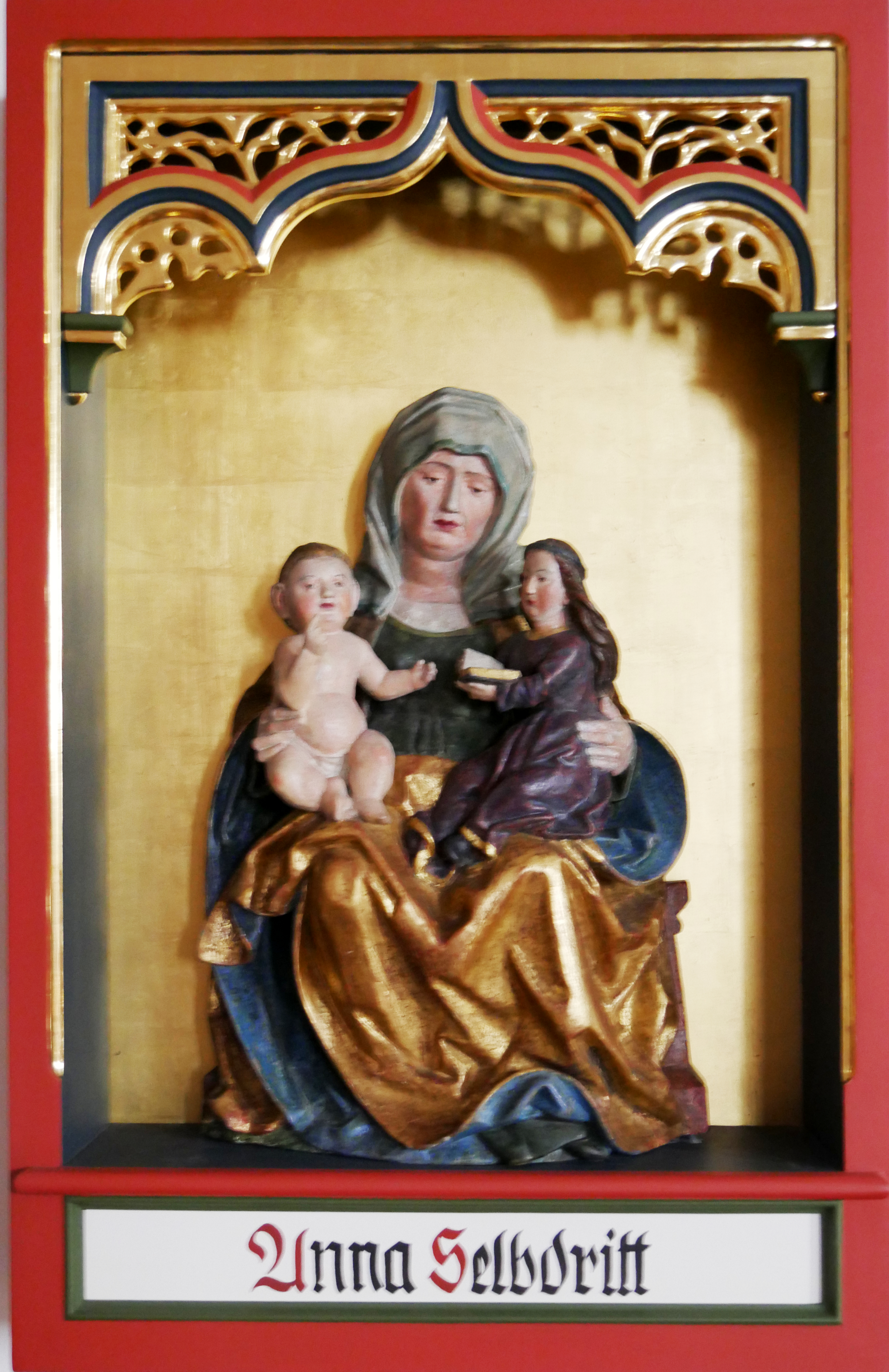
Anna Selbdritt